# 中川喜次郎
中川 喜次郎（なかがわ きじろう、1907年3月2日 - 1982年1月15日）は、鹿児島県出身の実業家。

## 略歴
鹿児島県川辺郡西南方村（現・南さつま市）にて、中川伊勢次郎・イトの次男として生まれる。高等小学校卒業後、1936年に海産物商「中川商店」を設立し、南九州の海産物を満州に卸していき、満州に渡って関東軍の御用商人として財を成す。
1940年に「唐津造船所」を創設。また中川商店の海運部を分立する形で、1944年に大連にて中川海運を設立、終戦直前に帰国し1946年に水産業に進出し中川水産を設立。1948年に照国海運を設立、油送船や鉱石専用船を中心に展開し鹿児島から奄美群島への貨客定期航路などを展開、外航分野への進出で中型タンカー会社として成長を遂げ、最盛期には国内業界9位の中堅級の外航海運会社となっていた。1964年の海運集約に際しては昭和海運系列となるも、その後1969年にはジャパンライン系列に移り、計画建造枠の拡大を図った。また1958年には東亜汽船、1960年には鹿児島郵船、1961年には下田国際観光ホテルの各社長に就任し海運を中心に経営手腕を発揮、政商的な活動を展開し東京都目黒区に豪邸を築く程となった。1970年にはフェリーブームに便乗し「日本高速フェリー」を設立、国際級の豪華船を志向した設計で「さんふらわあ」を始めとして、5隻のフェリーを建造して業界大手にのし上がる。照国海運を中心に照国郵船・日本高速フェリーと合わせて「照国グループ」を形成し、1972年には故郷・坊津町の名誉町民となる。
しかし「さんふらわあ11」をはじめとした日本高速フェリーでの建造費負担が過大となり、第5隻目の建造に際し採算が見込めないと建造費の融資を渋った日本長期信用銀行から日本不動産銀行に融資先を切り替え建造を強行したことや、1972年から翌年にかけての世界的なタンカー相場の好況を受け、照国海運でオイルショック後に外国船主から市況の上昇を見据え18隻のタンカーを用船するといった投機的なワンマン経営を行うも世界的不況により需要が低迷したことが主要因となり業績が悪化、1975年9月に負債総額480億円を抱え照国海運は会社更生法を適用、関連会社で鹿児島-沖縄航路を運航していた照国郵船も同年12月に163億円の負債を抱え会社更生法を申請。また社長を兼務していた鹿児島郵船・藤和不動産・下田国際観光ホテル等についても倒産により全ての関係役職を退任。
1982年1月15日、東京都内の病院で肺腫瘍のため76歳で死去。